# Bitwa pod Łowiczem
Bitwa pod Łowiczem miała miejsce 25 sierpnia 1656 roku podczas II wojny północnej.
Dywizja polska Stefana Czarnieckiego wycięła pod Łowiczem potężny oddział szwedzki liczący 1500 żołnierzy. Z pogromu uszło podobno tylko 30 rajtarów. Szwedami dowodził generał major Hans Böddeker.
W czasie bitwy Czarniecki został postrzelony w nogę i aż przez dwa miesiące musiał leczyć ranę.
Bitwa pod Łowiczem była pierwszym poważnym sukcesem wojsk Rzeczypospolitej od czasu porażki w trzydniowej bitwie pod Warszawą. Wkrótce energiczne działania Czarnieckiego zmusiły Szwedów i Brandenburczyków do odwrotu na północ.

## Literatura
- Leszek Podhorodecki, Rapier i koncerz, Warszawa 1985, ISBN 83-05-11452-X, s. 324
- Miroław Nagielski, Warszawa 1656, Warszawa 1990, Wydawnictwo Bellona, ISBN 83-11-07786-X, s. 233